# 2C-D
2C-D（2,5-二甲氧基-4-甲基苯乙胺，2,5-dimethoxy-4-methylphenethylamine，也称为2C-M）是一种含氮有机化合物，化学式为C11H17NO2，被用作宗教致幻劑，最早在1970年合成。